# إيما سيدة هاميلتون
السيدة إيما هاميلتون (بالإنجليزية: Dame Emma Hamilton)‏ واسمها الحقيقي إيمي ليون (بالإنجليزية: Amy Lyon)‏ وعرفت باسم السيدة هاملتون هي عارضة رسوم وممثلة ومغنية سولو وشخصية اجتماعية إنجليزية ولدت في يوم 26 أبريل 1765 في بلدة نيستون في تشيشير في إنجلترا. اشتهرت بكونها عشيقة لعدة رجال مهمين واغنياء في إنجلترا كان أشهرهم بطل البحرية الملكية البريطانية اللورد هوراشيو نيلسون. وكانت العارضة المفضلة للرسام جورج رومني. كانت متزوجة بالإسم من الدبلوماسي وليام هاملتون وحملت اسمه طول حياتها. كانت أيضاً صديقة مقربة من ماريا كارولينا ملكة نابولي.

## الحياة
ولدت في سنة 1765 كإبنة لحداد اسمه هينري ليون. توفي والدها وعمرها سنتين فقط، لذلك عاشت بقية حياتها مع والدتها ماري كيد وجدتها ساره كيد في هاواردن في ويلز. بسبب المشاكل المالية التي واجهتها عائلتها، لم تتلقى أي تعليم، أما والدتها انتقلت إلى لندن لأجل العمل هناك، أما هي بدأت تعمل كخادمة عند جراح ويلزي اسمه هونارتوس لاي توماس كان يعمل في تشيستر. بعد ذلك انتقلت إلى لندن وهناك بدأت تعمل في التمثيل في مسرح دروري لين. هناك أيضاً عملت خادمة للممثلة والشاعرة ماري روبنسون وثم عند طبيب الأمراض الجنسية الإسكتلندي جيمس غراهام. بعمر ال15 قابلت نبيل ورجل غني إنجليزي اسمه هنري فيذرستونهوغ واصبحت خادمة وعشيقة له واسكنها في ساوث داونس في شرق ساسكس، واثناء ذلك انجبت طفلة منه بعمر ال16، عرفتها بإيما كارو. أستاءت علاقتها مع هنري بعد ذلك وتعرفت بعد ذلك على نبيل آخر وسياسي هو تشارلز فرنسيس غريفل والذي اخذها كعشيقة له، والذي قبل ان يرعى ابنتها بالمقابل. عاملها غريفل بشكل جيد، حيث اشترى لها منزل صغير في لندن وسمح لوالدتها بالإقامة معه وانفق على تعليمها. لكن بسبب خساراته المالية طلب منها العمل كعارضة عند الرسام جورج رومني. واشتهرت عند ذلك بسبب لوحاته التي تصورها. بسبب حاجة غريفل للمال اراد الزواج من سيدة غنية وبنفس الوقت صغيرة العمر، لذلك رأى ان علاقته مع إيما ستكون عائق، ليقرر ارسالها إلى خاله في نابولي وليام هاملتون والذي كان سفير بريطانيا هناك والذي اراد بنفس الوقت تقوية علاقته به.
اعجب بها وليام هاملتون والذي كان يكبرها بخمسة وثلاثين عام. عرض عليها وليام الزواج وامام يأسها من الرجوع مع غريفل، قبلت الزواج من وليام. تزوجت من وليام في سنة 1791 وكان عمرها عند ذلك 26 سنة وكان عمر زوجها حوالي 61 سنة. وبعد الزواج غيرت اسمها من إيمي ليون إلى إيما هاملتون واتخذت لقب السيدة هاملتون. تعلمت هاملتون اللغتين الإيطالية والفرنسية في نابولي وربطتها علاقة صداقة قوية مع ملكة نابولي القرينة ماريا كارولينا زوجة الملك فرديناندو الأول ملك الصقليتين وشقيقة ملكة فرنسا القرينة ماري أنطوانيت. تعملت هناك غناء السولو بالإيطالية ودخلت في منافسة مع أنجيليكا كاتالاني الا انها قررت التخلي عن الغناء. دعمت في نابولي عند رسامين وفنانين منهم الرسام الدنماركي بيرتل تورفالدسن مع عارضته إيدا برون.
في سنة 1793 تعرفت على الأدميرال هوراشيو نيلسون (والذي كان متزوج من فاني نيسبيت) في نابولي، حيث كان حينها في مهمة لجمع المعلومات عن نشاطات الفرنسيين هناك. وبسبب مرض زوجته اراد البحث عن عشيقة فاتخذ إيما عشيقة له. وليام هاملتون زوج إيما والذي كان يرى هوراشيو بطل قومي لبلاده لم يمانع من هذه العلاقة. في سنة 1801 أنجبت ثاني بناتها منه وسمتها هوراشيا نيلسون. أخذها هوراشيو بعد ذلك للعيش في منزله في لندن. في سنة 1803 توفي زوجها واصبحت كل ثروته تحت حوزتها، لكنها خسرتها، توفي بعد ذلك هوراشيو نيلسون بعد أن قتل في معركة ترافلجار. وفشلت في أخذ أي حصة من ثروته لها ولإبنتها. أصبحت بعد ذلك مدمنة على الكحول وتوفيت في يوم 15 يناير 1815 في مدينة كاليه شمال فرنسا.